# Microgoura meeki
La paloma perdiz de Choiseul (Microgoura meeki) es una especie extinta de ave columbiforme de la familia Columbidae endémica de la isla Choiseul, Islas Salomón, al este de Nueva Guinea. Esta especie fue descrita científicamente por Walter Rothschild en 1904 y recibe su nombre en honor de Albert Stewart Meek. Los nativos de la isla Choiseul la llamaban kukuru-ni-lua que significa «paloma de suelo». Hay una pintura de esta ave de John Gerrard Keulemans en el Museo Americano de Historia Natural de Nueva York.

## Descripción

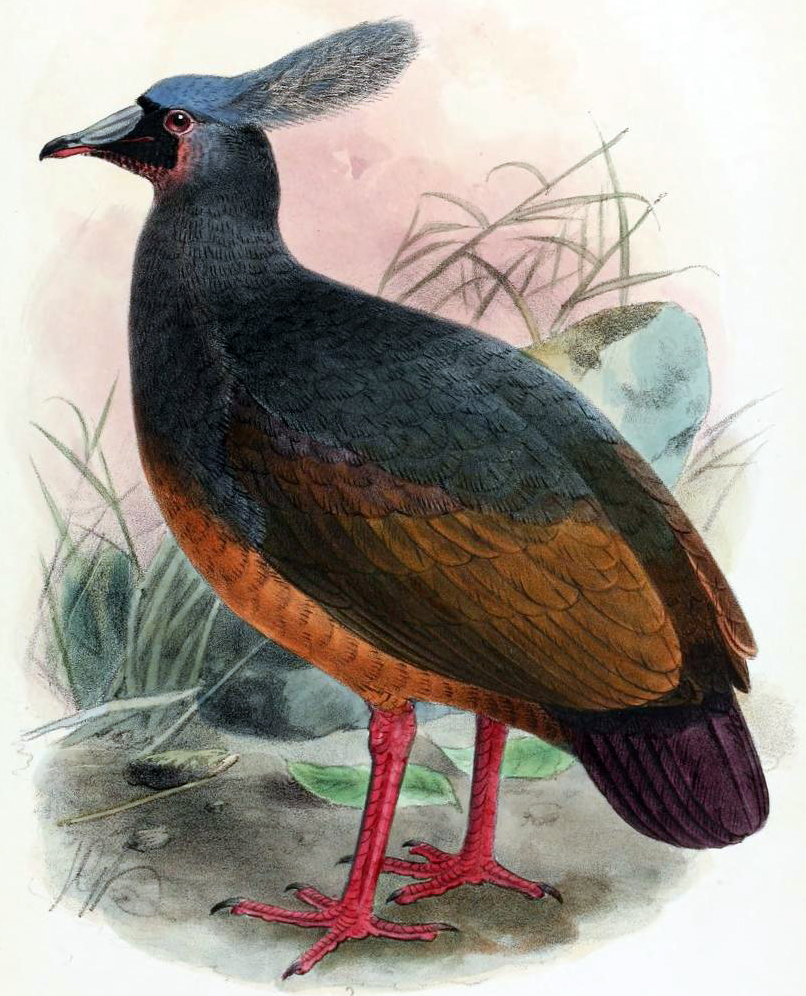
Ilustración de J. G. Keulemans

Esta especie tenía una longitud aproximada de 30 cm, más o menos el tamaño de una gallina. Tenía un penacho en la cabeza de color azulado oscuro similar al de las guras victoria de Papúa Nueva Guinea. Su frente y la parte frontal de la cara eran negras, el resto de su cabeza tenía cierta irisación de tono rojizo. Su manto y pecho era de color azulado oscuro con tinte pardo en la parte inferior de la espalda.
Sus alas y la espalda eran de color pardo oliváceo. Su cola era de parda oscura con brillos morados. Sus patas eran de color rojo purpúreo.

## Extinción
En 1904 Albert Stewart Meek cazó seis especímenes, que era un recolector de Lord Walter Rothschild y los llevó al museo zoológico de Walter Rothschild en Tring. También se recolectó un huevo. No encontró a la paloma de Choiseul en la isla Bougainville, pero fue informado de su presencia en las islas cercanas de Santa Isabel y Malaita.
Debido a las dificultades financieras Rothschild se vendieron cinco pieles al Museo Americano de Historia Natural. En expediciones posteriores en 1927 y 1929, no se encontraron más ejemplares. Se supone que la paloma de Choiseul no solo fue víctima de los cazadores humanos, sino que además cayó víctima de los gatos y perros introducidos en las islas.